# Bilhorod-Dnistrowskyj

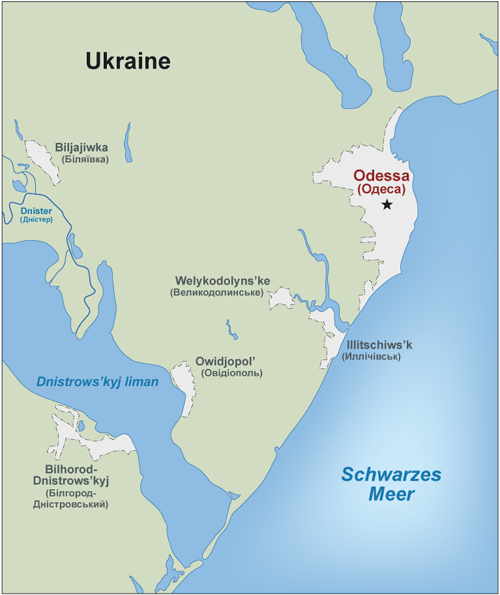
Umgebungskarte von Bilhorod-Dnistrowskyj

Bilhorod-Dnistrowskyj (ukrainisch Білгород-Дністровський; russisch Белгород-Днестровский/Belgorod-Dnestrowski, rumänisch Cetatea Albă; türkisch Akkerman; deutsch veraltet auch Weißenburg) ist eine Stadt in der Oblast Odessa im Südwesten der Ukraine. Sie ist Zentrum des gleichnamigen Rajons und eine Hafenstadt am Dnister-Liman in 18 Kilometer Entfernung zum Schwarzen Meer. Die Stadt hat 50.000 Einwohner (2015) und gehörte zu der historischen Region Bessarabien.

## Geschichte

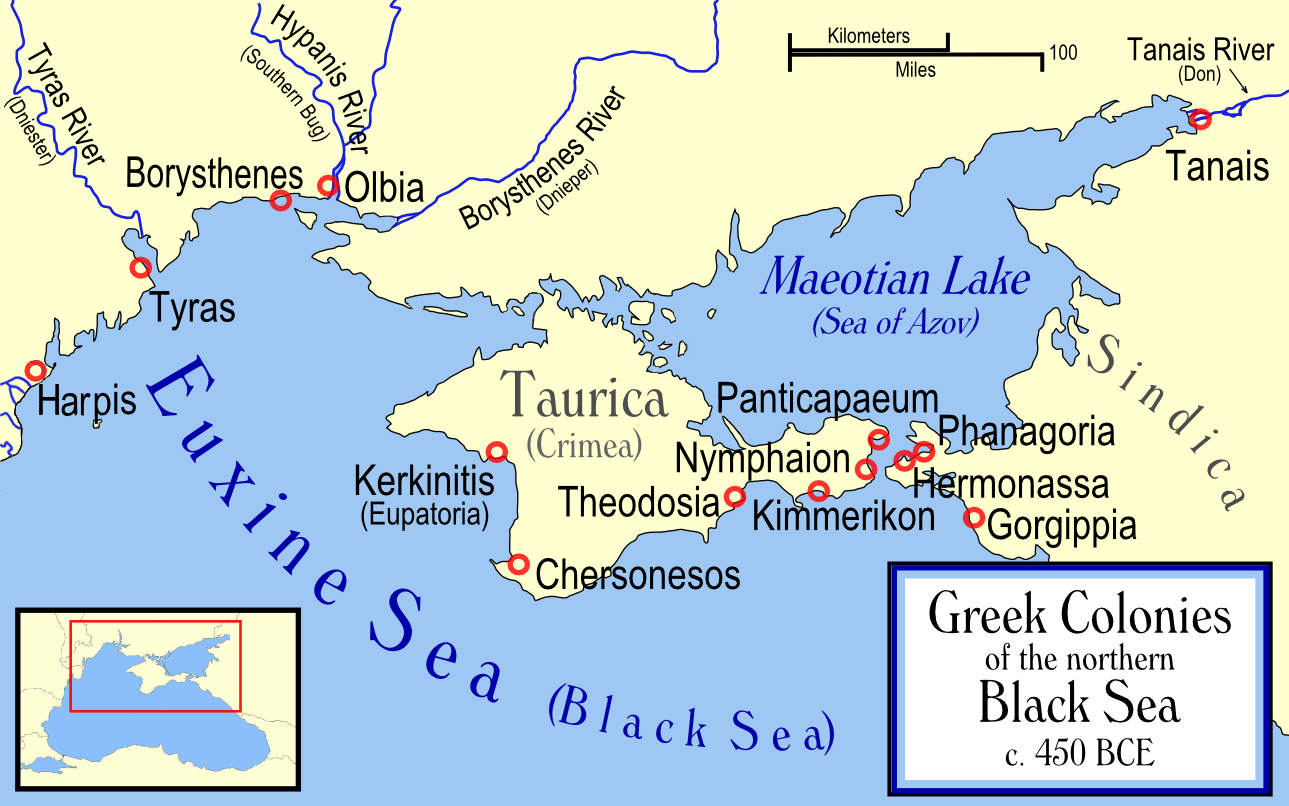
Karte der griechischen Städte am nördlichen Schwarzen Meer

Im sechsten Jahrhundert v. Chr. wurde an der Stelle der heutigen Stadt die Kolonie Tyras der ionischen Stadt Milet gegründet, die bis zum vierten Jahrhundert v. Chr. existierte. In der Umgebung siedelten getische und dakische Stämme, die zur großen Gruppe der Thraker gehören, sowie Skythen und Sarmaten. Im ersten Jahrhundert v. Chr. war das Gebiet ein Teil des Reiches von Burebista.
Das Gebiet der Daker wurde von den Römern im Jahr 105 durch Trajan erobert, um dort die Provinz Dacia zu errichten. Später wurde die Stadt ein Stützpunkt der römischen Flotte. An der Mündung des Dnister (antik Tyras, lat. Dnjestr/Aestuaris) lebte der dakisch-getische Stamm der Tyragetae. Das römische Territorium hat dieses Gebiet damals nicht umfasst, doch belegen römische Münzfunde auf dem Gebiet der heutigen Stadt Bilhorod-Dnistrowskyj römischen Einfluss. Eine aufgefundene römische Inschrift belegt, dass der Ort damals ein Freihafen war.
Während der Völkerwanderung zerstört, wurde die Stadt später von den ostslawischen Tiwerzen unter dem Namen Belgorod („Weiße Stadt“) wiederaufgebaut, durch Kiptschaken und Tataren jedoch wieder zerstört. Genueser bauten sie nach dem Abkommen von Nymphaion (1261) unter dem Namen Maurocastro wieder auf. Danach wurde die Stadt eine moldauische Handelsmetropole (in dieser Zeit baute der moldauische Fürst Stefan der Große die Festung zu einem wichtigen Militärstützpunkt aus), die erst 1484 zusammen mit Kilija vom Sultan Bayezid II. als letzter nichtosmanischer Schwarzmeer-Hafen erobert wurde. Die Einwohner wurden zum Teil nach Konstantinopel deportiert.
Im Jahre 1812 kam Akkerman ebenso wie ganz Bessarabien durch den Frieden von Bukarest dauerhaft an Russland.
Im Jahre 1904 eröffnete eine Pferdestraßenbahn ihren Betrieb und führte ihn bis 1930. Am 2. Januar 1916 wurde die Stadt durch die Eröffnung der Eisenbahnstrecke Odessa–Akkerman an das Eisenbahnnetz angeschlossen.
Nach der Revolution im Jahre 1918 wurde die Stadt durch die nationale Selbstbestimmung Bessarabiens rumänisch. 1940 von der Sowjetunion besetzt und im Rahmen der Ukrainischen Sowjetrepublik einverleibt (dabei 1940 kurzzeitig Hauptstadt der Oblast Akkerman, später Oblast Ismajil), 1941–1944 nach dem deutschen Überfall auf die Sowjetunion rumänisch besetzt und 1944 durch den Vormarsch der Roten Armee wieder sowjetisch und erneut Teil der Ukrainischen Sowjetrepublik der UdSSR. 1991, nach der Auflösung der Sowjetunion und der Unabhängigkeitserklärung der Ukraine, blieb die Stadt als Teil der Oblast Odessa ukrainisch.

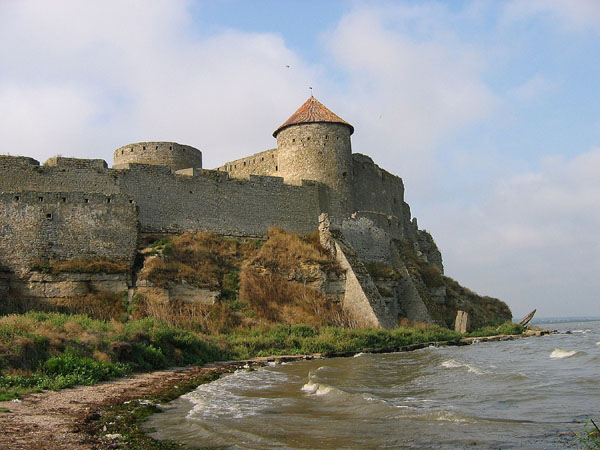
Festung Akkerman vom Liman aus
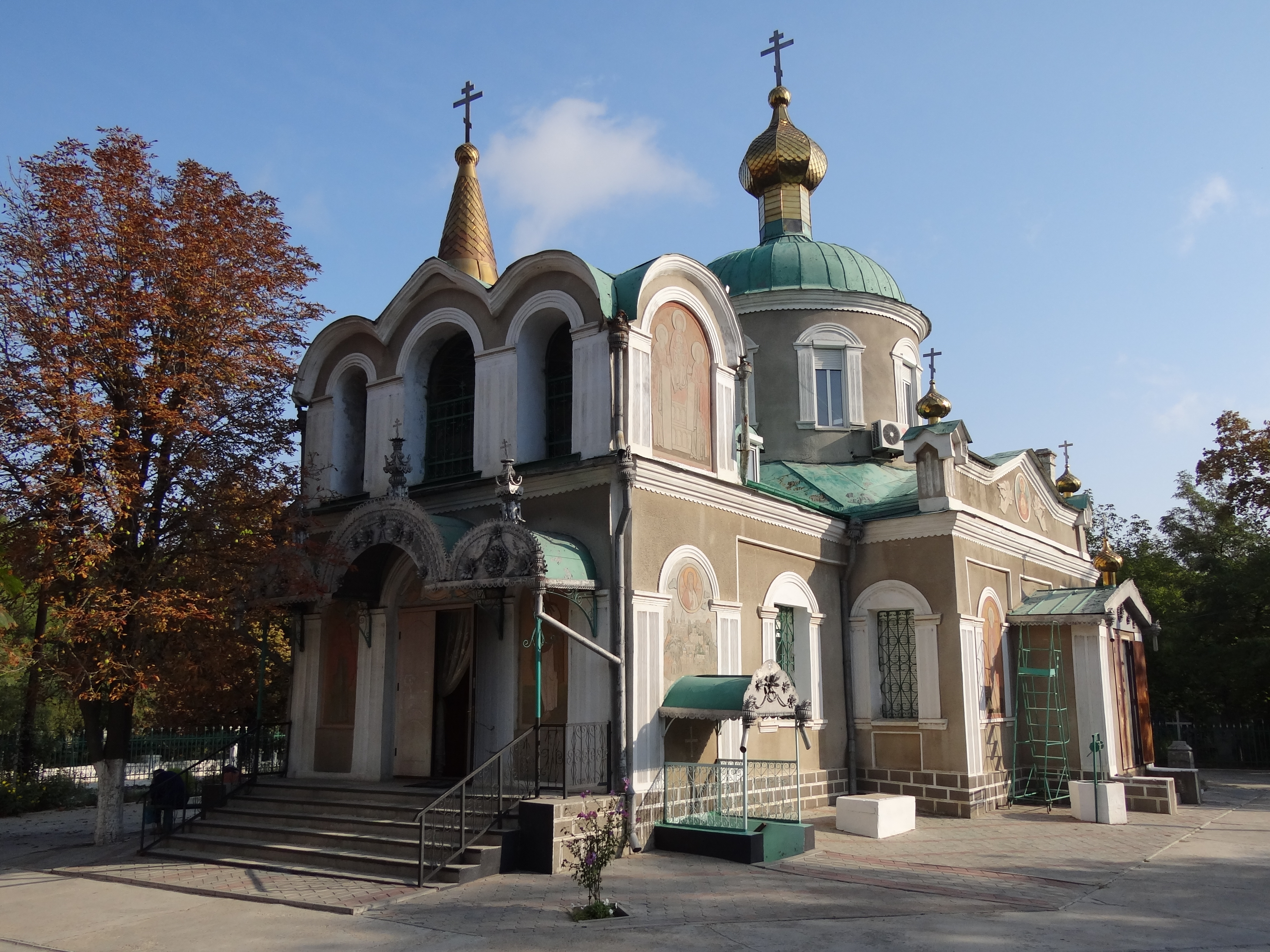
Kirche
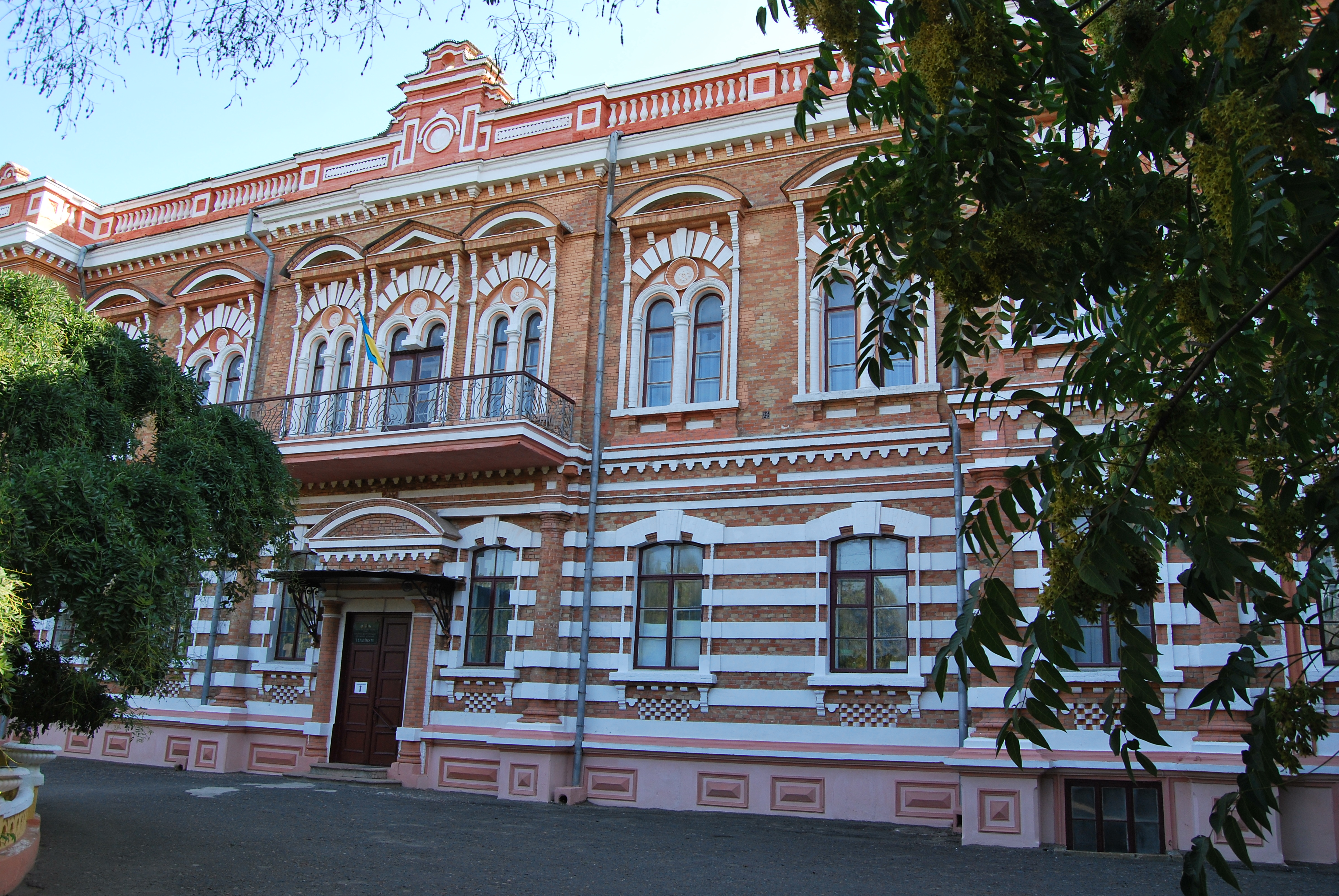
Gymnasium
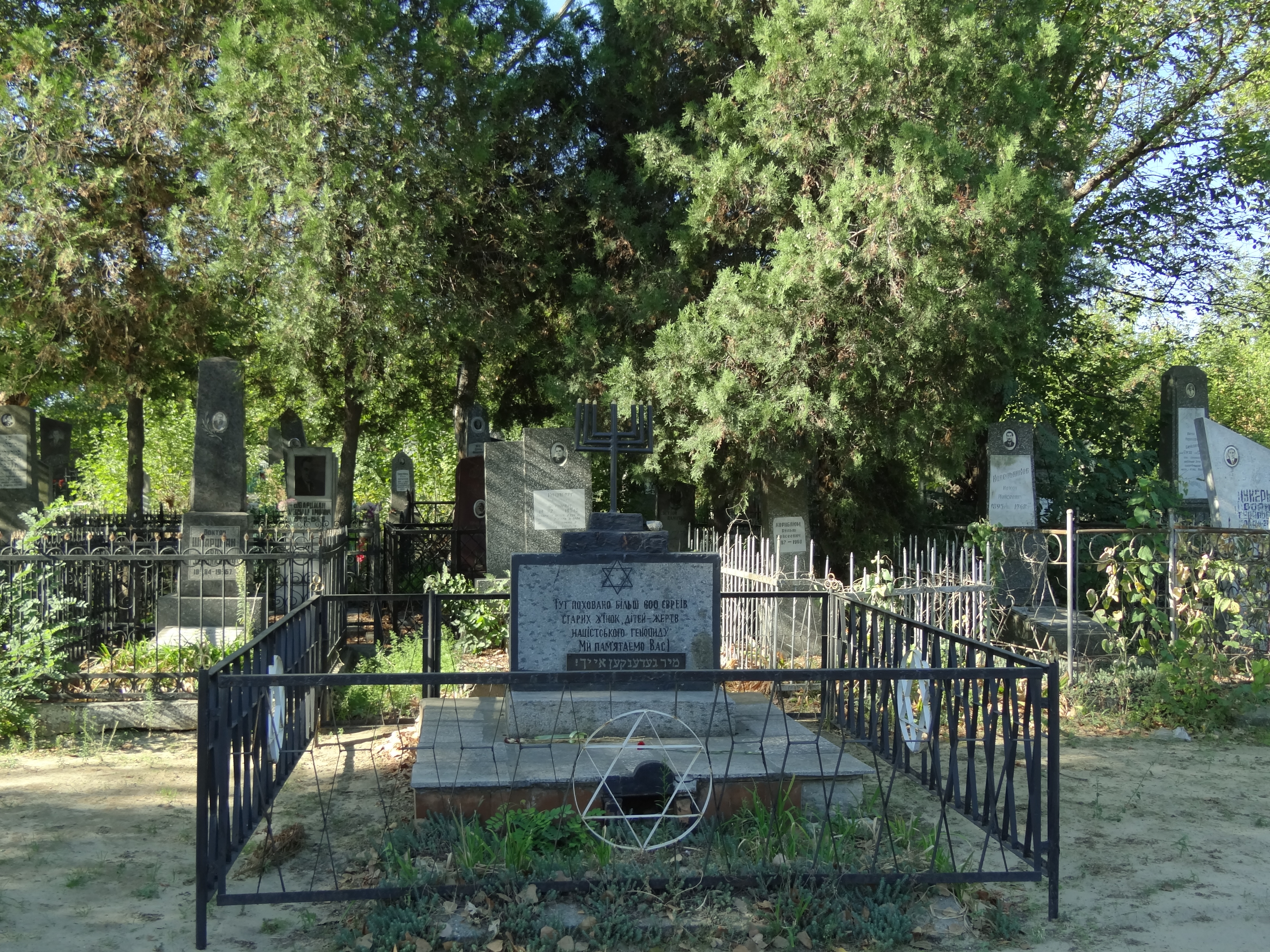
Jüdischer Friedhof

## Historische Namen
Historisch und in anderen Sprachen war die Stadt auch bekannt als: griechisch Asprokastron bzw. Maurokastron, lateinisch Mauro-, Moncastrum und rumänisch Cetatea Albă. In den slawischen Urkunden wird die Stadt Bialgorod („Weiße Stadt“) genannt, auf Ungarisch heißt sie Dnyeszterfehérvár („Weiße Stadt am Dnister“). Im 15. Jahrhundert sowie zwischen 1918 und 1940 und von 1941 bis 1944 trug die Stadt den amtlichen rumänischen Namen Cetatea Albă. Von 1503 bis 1918 und von 1940 bis 1941 hieß die Stadt Akkerman (Аккерман) (türkisch für „Weißer Fels“). Von 1944 bis 1991 hieß die Stadt auf Russisch Belgorod-Dnestrowski (Белгород-Днестровский).
Politische Berühmtheit erhielt Akkerman durch den zwischen Russland und der Hohen Pforte am 6. Oktober 1826 abgeschlossenen Vertrag von Akkerman, dessen Nichterfüllung seitens der Pforte den Russisch-Türkischen Krieg von 1828 zur Folge hatte.

## Verwaltungsgliederung
Am 12. Juni 2020 wurde die Stadt zum Zentrum der neu gegründeten Stadtgemeinde Bilhorod-Dnistrowskyj (Білгород-Дністровська міська громада/Bilhorod-Dnistrowska miska hromada), bis dahin bildete sie zusammen mit den zwei Siedlungen städtischen Typs Satoka und Serhijiwka die gleichnamige Stadtratsgemeinde Bilhorod-Dnistrowskyj (Чорноморська міська рада/Tschornomorska miska rada) welche direkt der Oblast unterstellt war.
Seit dem 17. Juli 2020 ist sie ein Teil des Rajons Bilhorod-Dnistrowskyj.

## Bevölkerung
| Jahr      | 1897   | 1989   | 2001   | 2015   |
| --------- | ------ | ------ | ------ | ------ |
| Einwohner | 28.258 | 55.631 | 51.890 | 50.086 |

Quelle: 1989–2012
Ukrainer (53,7 %), Russen (20,3 %) und Juden (19,7 %) bildeten um 1900 die größten ethnischen Bevölkerungsgruppen. Unter den Minderheiten befanden sich 2,1 % Armenier, 1,0 % Bulgaren, 0,8 % Rumänen, 0,8 % Deutsche und 0,6 % Polen.
2001 lebten hier 62,9 % Ukrainer, 28,2 % Russen, 3,7 % Bulgaren, 1,9 % Rumänen, 0,6 % Belarussen, 0,4 % Gagausen, 0,3 % Juden, 0,3 % Armenier sowie 0,3 % Sinti und Roma.

## Söhne und Töchter der Stadt
- Maxim Karolik (1893–1963), US-amerikanischer Tenor, Schauspieler und Kunstsammler
- Anatoli Jazkow (1913–1993), sowjetischer Diplomat
- Nicolae Văcăroiu (* 1943), rumänischer Politiker
- Anatolij Lomatschenko (* 1964), Boxtrainer
- Tatjana Turanskaja (* 1972), transnistrische Politikerin
- Wassyl Lomatschenko (* 1988), Boxer
- Jurij Sacharjejew (* 2002), Boxer